# Drancy
|  | Per a altres significats, vegeu «camp d'internament de Drancy». |

Drancy és un municipi francès, situat al departament de Sena Saint-Denis i a la regió d'Illa de França. L'any 2004 tenia 64.500 habitants. Forma part del cantó de Le Blanc-Mesnil i del cantó de Drancy, i del districte de Le Raincy. I des del 2016, de la divisió Paris Terres d'Envol de la Metròpoli del Gran París.